# Aleksejs Višņakovs
Aleksejs Višņakovs, né le 3 février 1984 à Riga en Lettonie, est un footballeur international letton.
Son frère Eduards Višņakovs est également joueur de football.

## Biographie

### Son parcours en Lettonie
Formé au Skonto Riga, Aleksejs Višņakovs intègre l'équipe principale en 2001, sur la demande de l'entraîneur Aleksandrs Starkovs qui voit en lui un jeune joueur prometteur. Cependant, à seulement dix-sept ans, Višņakovs éprouve de grosses difficultés à s'imposer dans le groupe, et après seulement deux matches joués part vers le Auda Riga, club promu en première division basé lui aussi dans la capitale. Lors de la saison 2002, le Letton dispute vingt matches et marque un but, ce qui est suffisant pour que son ancien club le rappelle, impressionné par la qualité de ses matches.
De 2003 à 2008, Višņakovs fait le bonheur du Skonto. Champion lors de ses deux premières véritables saisons de première division, il est appelé en sélection et fait ses débuts contre Oman le 1er décembre 2004. Buteur trente-et-une fois en plus de cent trente rencontres avec son club, il décide pourtant de ne pas prolonger son contrat. 
En 2009, il rejoint le FK Ventspils, grand rival du Skonto Riga. Il y joue deux saisons, marquées par une qualification en phase de poules de l'édition 2009-2010 de la Ligue Europa.

### Transfert manqué à Naltchik, en Russie
Après deux saisons réussies, Višņakovs prend la direction de la Russie. Intéressé par son profil, le Spartak Naltchik lui fait signer un contrat en janvier 2011, rompu quelques semaines plus tard à cause du changement de propriétaire et d'entraîneur au sein du club, qui désire changer totalement sa politique de recrutement.

### Trouve une issue de secours en Pologne
Désabusé, Višņakovs réussit pourtant en février à trouver une issue de secours en Pologne, où le modeste club du Cracovia lui offre un contrat de deux ans et demi. Il y joue régulièrement et parvient à éviter la relégation, alors que le Cracovia était mal en point avant la trêve et occupait la dernière place du classement.

## Palmarès
- Avec le Skonto Riga
  - Champion de Lettonie en 2001, 2003 et 2004